# 구글 클로저 툴스
구글 클로저 툴스(Google Closure Tools, 구글 클로저 도구, 구글 클로저 툴)는 개발자들이 자바스크립트를 사용하여 리치 웹 애플리케이션을 빌드할 수 있게 하는 도구들의 집합이다. 구글이 Gmail, 구글 문서, 구글 지도 등 자사의 웹 애플리케이션에 사용할 목적으로 개발되었다.

## 클로저 컴파일러
클로저 컴파일러는 가독성을 희생하는 대신 자바스크립트 다운로드 및 빠른 실행을 위한 도구이다. 자바스크립트에서 기계 코드로 컴파일하지 않고, 자바스크립트를 더 효율적인 자바스크립트로 컴파일한다. 자바스크립트를 파싱하고 분석하며 죽은 코드를 제거하고 재기록하며 남은 것을 최소화시킨다. 또, 문법, 변수 참조, 타입, 그리고 공통 자바스크립트 위험에 관한 경고를 검사한다. 클로저 소스 코드는 다음 3가지 방법으로 컴파일된다:
- 명령줄을 통해
- 브라우저와 상호작용하면서
- HTTP POST API

## 클로저 라이브러리
클로저 라이브러리는 클로저 컴파일러를 최대한 활용하기 위해 작성된 자바스크립트 라이브러리로서, 모듈 방식의 구조에 기반을 둔다.

## 클로저 템플릿
클로저 템플릿은 동적으로 HTML을 생성하기 위한 템플릿 시스템으로, 자바와 자바스크립트를 지원한다.
이 언어가 구글 내부적으로 "Soy"로 표기된 것이 명백하기 때문에 "Soy"는 문서와 클래스 곳곳에 일부 남아있으며, 클로저 템플릿을 "Soy Template"으로 표기한다.

## 클로저 스타일시트
클로저 스타일시트는 CSS의 확장 버전을 제공하며 일반적인 CSS로 컴파일된다. 구글 내부적으로 이 확장된 버전의 CSS는 GSS로 부른다.

## 같이 보기
- 구글 웹 툴킷
- JSDoc
- 타입스크립트